# البحر بيضحك (فلم)
البحر بيضحك (بالإنجليزية: The sea with a laugh Or albahr biadhak)، فيلم سينمائي مصري، صامت إنتاج 1928 إخراج: إستفان روستي، تأليف: أمين عطا الله تمثيَل : أمين عطا الله، إستفان روستي، بهية امير، سيد سليمان، ايريز استانى، اديل ليفى.

## قصة الفيلم
أثناء تأدية الشاويش أبو دقن (أمين عطا الله) عمله في تنظيم المرور إذا بسائق سيارة (إستفان روستي) يصدم كلبًا لإحدى السيدات (اديل ليفى) ويفر السائق، يترك الشاويش مكانه ويركب دراجة بعد أن يغافل صاحبها ليلحق بسائق السيارة. يتمكن من القبض عليه، تتقابل معهما فتاة قروية (بهية امير) وتساعد السائق على الهرب. إلا أنه يتمكن من العثور عليه، يرتبك المرور فينقل إلى نقطة الحمامات، يشارك الفتيات في الاستحمام فيُفصل من الخدمة، يختار مهنة الترجمان فيفشل، أخيرًا يفشل في محاولة الانتحار بعد يأسه من الحياة، يتقابل مع السائق بعد أن أصبح غنيًّا[ ؟ ] فيعرض عليه أن يعمل مربيًا لأطفاله.

## الممثلون
- أمين عطا الله
- إستفان روستي
- ايريز استانى
- بهية أمير
- سيد سليمان
- اديل ليفي

## وصلات خارجية
- مقالات تستعمل روابط فنية بلا صلة مع ويكي بيانات
- صفحة الفيلم على موقع السينما